# Amerer Air
Amerer Air — австрийская грузовая авиакомпания, базирующаяся в Линце. Это крупнейший австрийский грузоперевозчик, выполняющий рейсы из Линца и Кёльна в страны Европы, Ближнего Востока и Северной Африки. Порт приписки — аэропорт Линца.

## История
Авиакомпания была основана и начала перевозки в 1995 году с одним самолётом Fokker F27 Mk500. Между 1997 и 2006 использовались два Lockheed L-188 Electra для работ по контрактам с United Parcel Service и TNT N.V. Собственниками являются Heinz Peter Amerer (50 %) и Susanne Amerer (50 %); штат авиакомпании составляет 40 человек. Планы расширения компании включают в себя покупку грузового Boeing 737—300.

## Флот

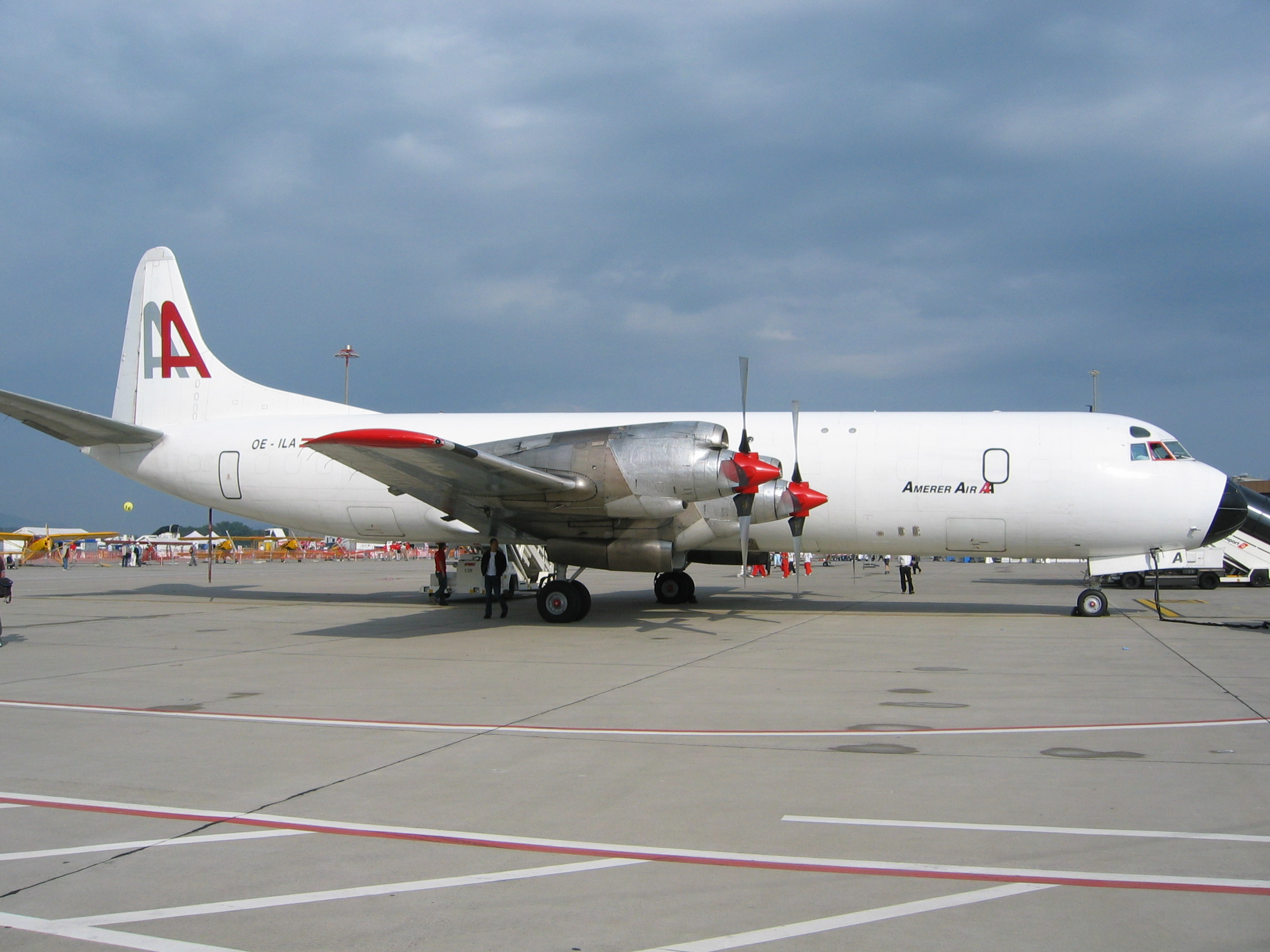
Один из двух использовавшихся ранее Lockheed L-188 Electra. Самолёт построен в 1961 году

Флот Amerer Air состоит (по данным на март 2007 года) из:
- 1 Fokker F27 Mk500. Бортовой номер самолёта:OE-ILW[2]

Ранее использовались:
- 2 Lockheed L-188 Electra (проданы канадской авиакомпании Buffalo Airways)